# Кома (приток Мезени)
Кома — река в России, течёт по территории Ценогорского сельского поселения Лешуконского района Архангельской области. Устье реки находится в 254 км по левому берегу реки Мезени. Длина реки — 40 км.

## Данные водного реестра
По данным государственного водного реестра России относится к Двинско-Печорскому бассейновому округу, водохозяйственный участок реки — Мезень от истока до водомерного поста у деревни Малонисогорская. Речной бассейн реки — Мезень.